# 笑ってよ!!タネダくん
『笑ってよ!!タネダくん』（わらってよタネダくん）は、中日ドラゴンズに在籍していた種田仁がモデルの「タネダ」を主人公とする河合じゅんじ作の野球ギャグ漫画である。
山﨑武司がこの漫画のファンであったことを『腹立半分プロ野球』(なかむら治彦作)にてカミングアウトしていた。
『月刊パロ野球ニュース』(竹書房)で連載された。

## 概要
中日ドラゴンズのタネダ選手を始め、中日の選手・監督が繰り広げるギャグ漫画。タネダ選手は、うれしい事があったり、いたずらが成功すると笑顔になる。主人公のタネダ君は当初しゃべらないキャラクターだったが、後にしゃべるようになった。

## 主な登場人物
タネダ（種田仁）
この漫画の主人公。ドアラをもらうなどうれしい事があったり、いたずらを成功すると笑顔になるキャラ。ジェスチャーが得意。
背番号は1
タカギ監督（高木守道）
中日の監督。1992年に就任。地味なキャラ、1995年途中退団。
背番号は81。
シマノ2軍監督（島野育夫）
タネダが2軍落ちし、無断で1軍へ脱走したタネダを追いかけた。
ホシノセンイチ（星野仙一）
かつては中日の凶暴な監督だった、タネダがホシノの写真をタカギ監督に見せ、「ホシーの（欲しいの）」とジェスチャーする。
ハリモト（張本勲）
かつて3000本安打を達成した打撃の職人。中日のキャンプに臨時コーチでやってきたがタネダのわがままに困ってしまう。
クドーキミヤス（工藤公康）
西武のエース、クドーの目玉を見るとタネダが喜んでしまい、困ってしまう。
背番号は47。
オカダ（岡田彰布)
阪神をクビになってオリックスにやってきた、中日とのオープン戦で、タネダの隠し球にひっかかりアウトとなった。
背番号は10。